# Pilularia minuta
Pilularia minuta là một loài dương xỉ trong họ Marsileaceae. Loài này được Durieu mô tả khoa học đầu tiên năm 1863.
Danh pháp khoa học của loài này chưa được làm sáng tỏ. 

## Hình ảnh

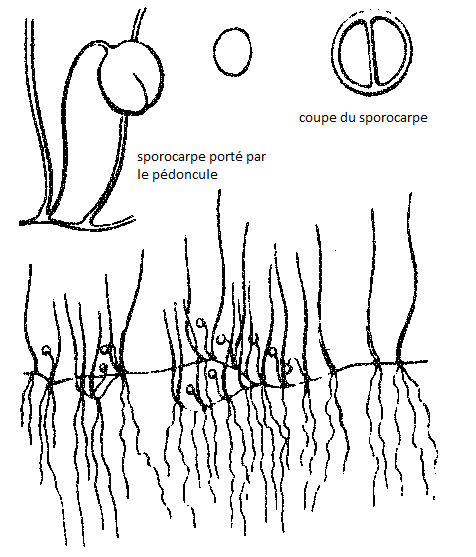
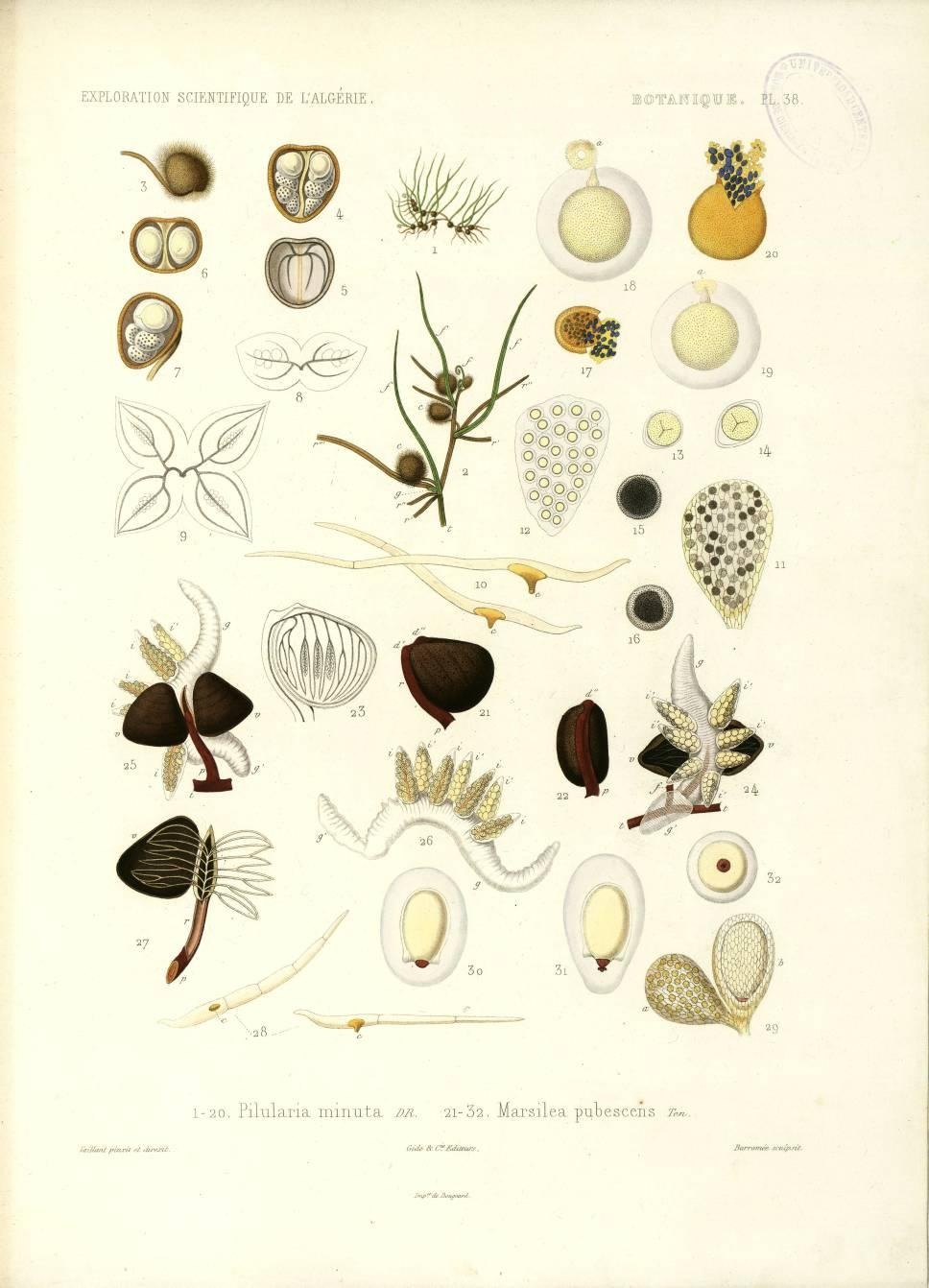